# Joyce Banda

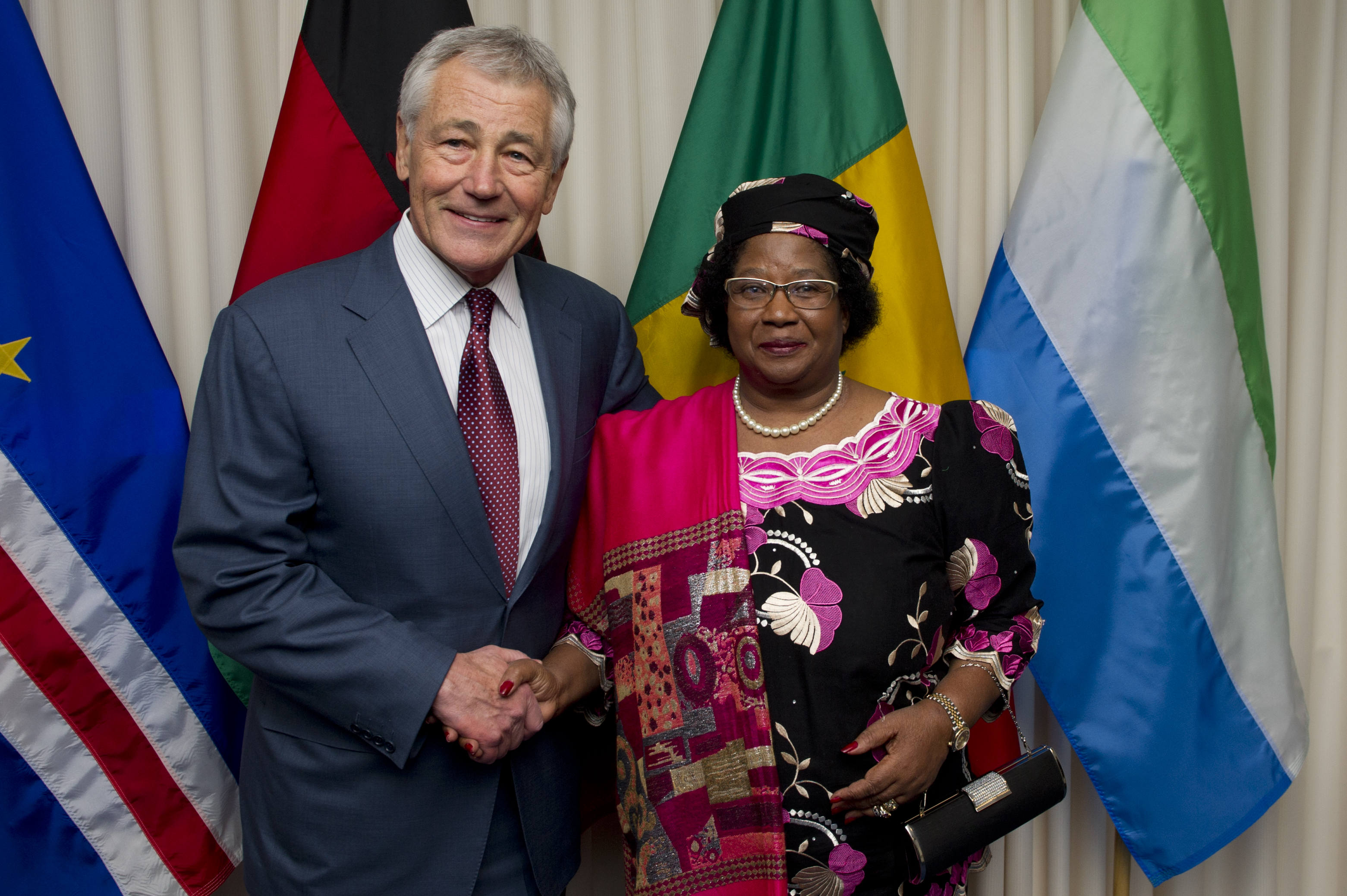
Joyce Banda i Chuck Hagel (2013)

Joyce Banda (ur. 12 kwietnia 1950 w Zombie) – malawijska polityk, minister spraw zagranicznych w latach 2006–2009, wiceprezydent Malawi od 15 maja 2009 do 7 kwietnia 2012. Po śmierci Bingu wa Muthariki została 7 kwietnia 2012 zaprzysiężona na prezydenta Malawi i pełniła ten urząd do 31 maja 2014. Jest drugą w historii Afryki kobietą prezydentem.

## Życiorys
Joyce Banda urodziła się w 1950 w Zombie.
13 czerwca 2004 objęła stanowisko ministra ds. kobiet, dzieci i służb społecznych w rządzie prezydenta Bingu wa Muthariki. Od 2 czerwca 2006 do 17 czerwca 2009 pełniła funkcję ministra spraw zagranicznych.
W wyborach prezydenckich w maju 2009 wzięła udział u boku urzędującego prezydenta Bingu wa Muthariki, jako kandydatka na urząd wiceprezydenta. Po jego wygranej, 22 maja 2009 została zaprzysiężona na tym stanowisku. 12 grudnia 2010 została wykluczona z DPP z powodu sprzeciwu dla akceptacji kandydatury brata prezydenta Bingu wa Muthariki w wyborach prezydenckich w 2014. W 2011 założyła własne ugrupowanie polityczne, Partię Ludową.
Po śmierci Bingu wa Muthariki 5 kwietnia 2012, zgodnie z przepisami konstytucji, przypadła jej z racji zajmowanego urzędu wiceprezydenta sukcesja po zmarłym prezydencie. Śmierć Muthariki została jednakże potwierdzona i podana oficjalnie do wiadomości publicznej z dwudniowym opóźnieniem, co wywołało obawy o przebieg procesu sukcesji władzy. O zastosowanie porządku konstytucyjnego zaapelowały władze dwóch największych zagranicznych donatorów Stanów Zjednoczonych i Wielkiej Brytanii, przedstawiciele wojska, policji, wymiaru sprawiedliwości, opozycji oraz część członków partii rządzącej. 7 kwietnia 2012 Joyce Banda została oficjalnie zaprzysiężona na stanowisku prezydenta Malawi. Zgodnie z konstytucją, urząd prezydenta objęła na dwa lata, do końca konstytucyjnej kadencji poprzednika w 2014 i czasu organizacji kolejnych wyborów prezydenckich. 

Tego samego dnia dokonała zmiany na stanowisku generalnego inspektora policji, dymisjonując Petera Mukhito, odpowiedzialnego za zamknięcie uniwersytetów i strzelaninę do demonstrantów i mianując Loti Dzonzi.
31 maja 2014 na stanowisku prezydenta zastąpił ją wybrany w głosowaniu Peter Mutharika, brat byłego prezydenta Bingu wa Muthariki.

## Rodzina
Joyce Banda jest żoną Richarda Bandy, pełniącego wcześniej obowiązki prezesa Sądu Najwyższego Malawi, a także królestwa Suazi. Jej siostra, Anjimile Oponyo, była zamieszana w rozrzutne wydawanie środków i nadużycia związane z subsydiowanym przez Madonnę funduszem pomocy dla dziewcząt z Malawi.